# Fight Ippatsu! Jūden-chan!!
Fight Ippatsu! Jūden-chan!! (ファイト一発!充電ちゃん!! Faito ippatsu! Jūden-chan!!?) es una serie de mangas y de anime, de Bow Ditama, posteriormente adaptado a una serie de anime que comenzó a transmitirse en  AT-X el 25 de junio de 2009. Sus personajes representan aspectos de equipos eléctricos. Esta serie contiene algunos fanservices explícitos, que fueron transmitidos sin censura.
La serie también fue lanzado en Norteamérica en Crunchyroll, bajo el título Charger Girl, Ju-den Chan, aunque fue censurado. Se estrenó en los Estados Unidos en el canal de televisión Toku en enero del 2016.

## Argumento
En un planeta llamado "Life Core", que existe paralelamente con el mundo de los humanos normales, las hembras son conocidas como Jūden-chan (充電ちゃん juuden chan?, lit. niñas cargador), las cuales patrullan el mundo humano en busca de personas que se sienten deprimidas y con mala suerte. Su trabajo consiste en recargar a estas personas con la ayuda de la electricidad, con el fin de mejorar sus estados mentales; normalmente sin ser vistas por ojos humanos. Una de estas Jūden-chan, Plug Cryostat, accidentalmente conoce a un joven que es capaz de verla, cuando estaba a punto de recargar a su padre (a su hermana en el anime). Esta serie gira en torno a las travesuras entre los personajes principales.

## Personajes
Plug Cryostat (ぷらぐ・クライオスタット Puragu Kuraiosutatto?)
 Seiyū: Kaori Fukuhara
Actriz de doblaje: Ana Lobo
La protagonista femenina. Ella es una "Jūden-chan": alguien de un mundo paralelo a la nuestra capaz de recarga a las personas que están deprimidas o con mala suerte. Ella, sin embargo, no es muy buena en eso. Le encanta ver una serie de anime ecchi llamada "Magical Girl Sweetie Millie-chan". Mientras que otras Jūden-chan se centran en cobrarle a la gente y conseguir su pago, Plug se centra en descubrir la raíz de los problemas de las personas y en el momento justo recargar a la persona deprimidas.
Arrester Blanket (アレスタ・ブランケット Aresuta Buranketto?)
 Seiyū: Ayahi Takagaki
Actriz de doblaje: Dolores Mondragón
Compañera y rival de Plug, y se convierte en su supervisora. Ella es muy seria cuando se trata de trabajo y está bastante molesta con la forma en que Plug lleva a cabo su trabajo. A su vez, las dos chicas tienden a pelearse mucho. A veces termina llorando, y Plug lo utiliza para chantajearla.
Ella siente algo por Sento desde el momento en que lo vio. Tras su primer encuentro, Arrester tiene el fetiche de ser golpeada por un bate de béisbol.
Sento Oumi (近江閃登 Ōmi Sento?)
 Seiyū: Hiroki Takahashi
Actor de doblaje: Héctor Mena
Un joven que es el único ser humano capaz de ver tanto Plug y Arrester. Él trabaja en el restaurante familiar Sunday Mama y tiene un temperamento corto, lo que le provoca con frecuencia golpear a Plug (y en ocasiones a Arrester), con un bate de béisbol o con lo que esté a su alcance. De vez en cuando ayuda a Plug y a Arrester con su trabajo, como agradecimiento por haberle salvado la vida a su hermana menor.
Rona Elmo (ロナ・エルモ Rona Erumo?)
 Seiyū: Aya Hirano
Una Hōden-chan, que agota la energía positiva de la gente. Odia estar sola y, ya que nadie en el mundo humano puede verla, ella trata a todos como si fueran juguetes. A pesar de su apariencia pequeña, ella es muy potente, siendo capaz de derrotar a las Rōden-chan con es chasquido de un dedo.
Millie-chan (ミリーちゃん Mirī-chan?)
 Seiyū: Tae Okajima
Ella es el personaje principal de la serie "Magical Girl Sweetie Millie-chan" que ve Plug. En todas sus apariciones en ella suele ser acosada por un monstruo o por "Bloody Selica". En su primera aparición, ella parecía estar atrapada por un monstruo lleno de tentáculos (Similar a un alíen), en el segundo, intentando escapar en una escoba voladora, fue atrapada por un enorme monstruo que según Millie la quería devorar, en el tercer episodio tubo dos apariciones, una a mitad del anime, donde Selica apareció por primera vez manoseando (por a si decirlo)a Millie con su báculo mágico y luego tubo su segunda aparición al final del episodio haciendo una transformación, etc. también aparece un calamar, un sanguijuela gigante, un ladrón y muchos más monstruos incluyendo a Selica. Y como último dato, Millie tiene algo "similar" a una mascota, llamada Vich-kun, quien siempre la insulta y la golpea tratándola de ser una muy mala Magical Girl.

## Terminología
Jūden-chan
Su trabajo es monitorear el nivel de depresión de las personas. Generalmente pueden o no ser vistas por la gente normal, y pueden ajustar sus niveles de ocultación para evitar ser tocadas al estar ocultas. Las personas son clasificadas como A - F en función de lo deprimido que son, el más bajo es F y la más alta es A, que posiblemente lo lleve al suicidio. Cuando una Jūden-chan encuentran a alguien con rango C, saca un enchufe gigante de una fuente eléctrica cercana, y carga a la persona con electricidad para que se reanimen.
Rōden-chan
Su trabajo consiste en investigar los casos en los que la electricidad es robada y vendida ilegalmente en el mercado negro. Ellas tienen un equipo más avanzado que el Jūden-chan, incluyendo varios dispositivos utilizados para detener a los sospechosos.
Hōden-chan
Estas chicas hacen exactamente lo contrario de Jūden-chan, y son capaces de robar la energía de una persona y aumentar sus niveles de depresión en gran medida en un instante. Ellos pueden usar la energía que robar para obtener ganancias.

## Medios

### Manga
El manga comenzó a publicarse en la revista Comic Gum el 24 de junio de 2006. Seis tankōbon han sido lanzados hasta el momento.

### Anime
La serie de anime, producida por Studio Hibari, fue emitida en AT-X entre el 25 de junio de 2009 y el 10 de septiembre de 2009. Una versión ligeramente censurada, titulada Charger Girl: Ju-den chan, se retransmitirá por Crunchyroll. El tema de apertura es "CHARGE!", interpretado por Kaori Fukuhara y Ayahi Takagaki; mientras que el tema de cierre es "Please, Sweet Heart" (お願いSweet heart Onegai Sweet Heart?), interpretado por Fukuhara.

### Videojuego
Una novela visual, desarrollada por Russell, titulada Fight Ippatsu! Jūden-chan!! CC  (ファイト一発！充電ちゃん!! CC?) fue lanzado para PlayStation Portable el 27 de mayo de 2010.

## Cameos
- Kissxsis: en el capítulo 5 del anime de Kissxsis en el momento que Keita enciende el televisor podemos apreciar una escena del anime de Fight Ippatsu! Jūden-chan!! en donde Plug Cryostat recarga a un transeúnte.